# 維爾德蓋斯特山
46°41′33.1″N 8°4′27.6″E / 46.692528°N 8.074333°E

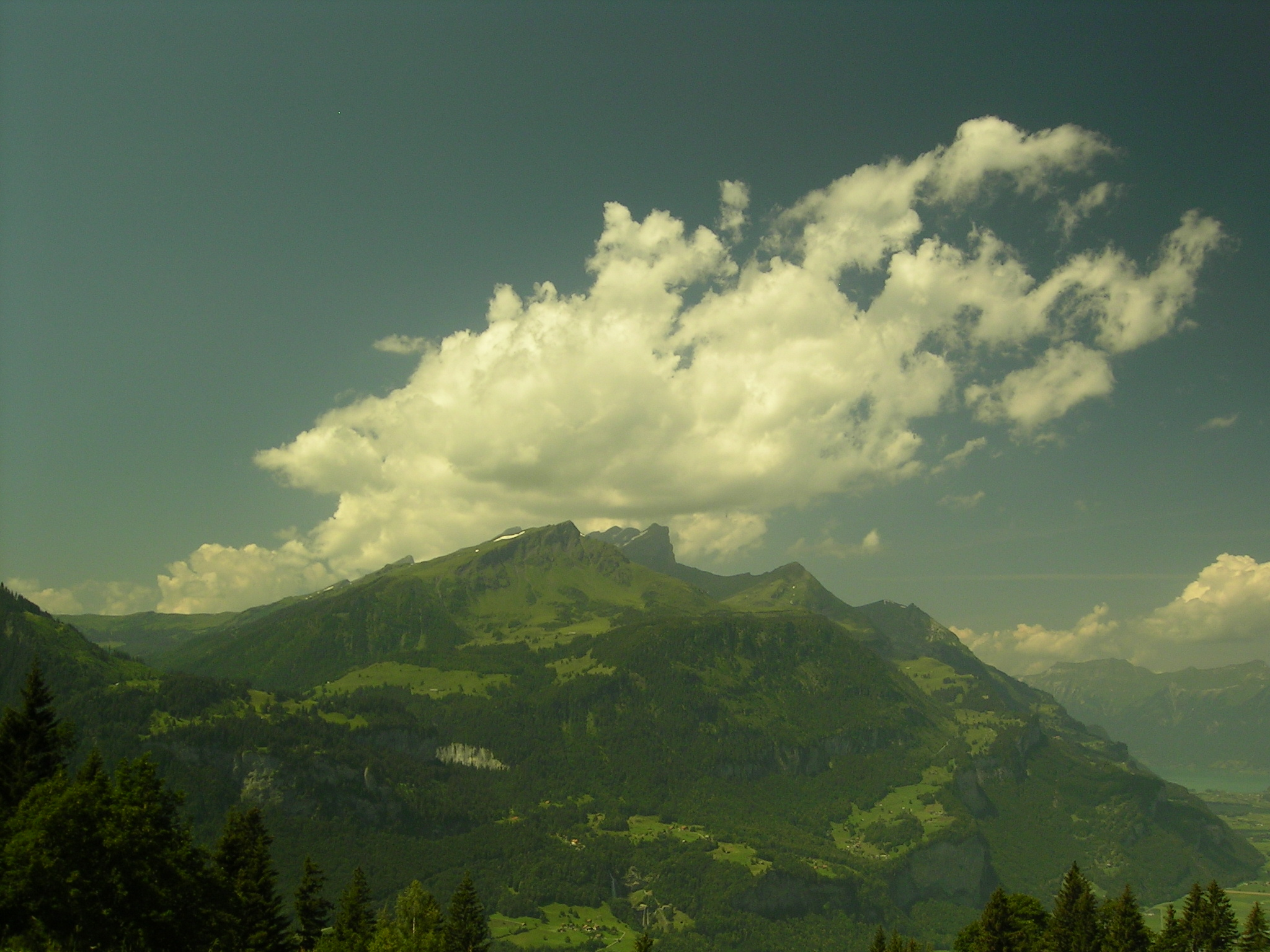

維爾德蓋斯特山（德語：Wildgärst）是瑞士伯恩州的山峰，位於該國南部，屬於伯尔尼山的一部分，海拔高度2,891米，每年平均降雨量2,465毫米。

## 外部連結
- Wildgärst on Hikr （页面存档备份，存于）